# Hansakanal
Hansakanal ist der Name eines geplanten, aber nie gebauten Kanals, der anfangs auch Bramsche-Stade-Kanal oder Nordsee-Kanal genannt wurde. 

## Verlauf
Die geplante Wasserstraße sollte in Bramsche vom Mittellandkanal in nördlicher Richtung abzweigen, die Weser bei Achim überqueren und bei Stade in die Elbe münden.

## Zweck
Der Kanal sollte die Fahrt von der Rhein-Ruhr-Region zu den deutschen Seehäfen Bremen und Hamburg erheblich verkürzen und dadurch die Industriegebiete im Einzugsbereich des Rheins stärker von den niederländischen Seehäfen unabhängig machen. Zudem sollte der Wettbewerbsvorteil englischer Kohle auf dem deutschen Markt durch sinkende Frachtkosten für Ruhrkohle verringert werden.

## Historische Entwicklung
Erste Planentwürfe wurden 1919–1922 von dem Bremer Wasserbau-Ingenieur Ludwig Plate ausgearbeitet und der Öffentlichkeit vorgestellt. Verschiedene Anrainer und Lobbygruppen organisierten sich in Kanalvereinen (u. a. Kommunen und Handelskammern). 
Während der Weimarer Republik wurde intensiv um das Projekt gerungen. Insbesondere das Reichs-Verkehrsministerium setzte sich für den Bau des Hansakanals ein und beantragte einen entsprechenden Haushaltsansatz für den Nachtragshaushalt des Reichs 1926 und den Haushalt 1927. Zu den Befürwortern gehörten auch die Gewerkschaften. Von ihnen wurde ins Feld geführt, dass der Bau volkswirtschaftlich sinnvoller Kanäle auch eine Arbeitsbeschaffungsmaßnahme darstellen könnte und insbesondere in Krisenzeiten in Angriff genommen werden sollte. Auch Bergwerksdirektor Brandi setzte sich im Jahr 1930 beim damaligen Reichskanzler Heinrich Brüning für den Hansakanal ein: Nach Fertigstellung des Hansakanals sei es, so Brandi, wegen des leichteren Abtransports der Ruhrkohle möglich, 30.000 Bergarbeiter im Ruhrgebiet zusätzlich zu beschäftigen.
Im Oktober 1926 lehnte der preußische Finanzminister Hermann Höpker-Aschoff den Bau weiterer Kanäle ab, weil seiner Auffassung nach Kohle zunehmend am Förderort weiterverarbeitet werde, also nicht in großen Mengen abtransportiert zu werden brauche. Den von Brandi und anderen vorgeschlagenen Einbezug des Hansakanal-Projekts in das Arbeitsbeschaffungsprogramm der Reichsregierung lehnte Reichskanzler Brüning 1930 ab.
Trotz konkreter Trassenplanungen und langjähriger Werbemaßnahmen konnte sich auf Dauer das Projekt gegenüber der Konkurrenz von Reichsbahn und dem aufkommenden LKW-Transport nicht durchsetzen. Gescheitert ist das Projekt auch an den hohen Baukosten sowie daran, dass der Wirtschaft Alternativen für den Frachttransport auf dem Wasserweg vom Ruhrgebiet nach Bremen oder Hamburg zur Verfügung gestellt wurden, indem der Küstenkanal und der Elbe-Seitenkanal neu gebaut wurden und der Mittellandkanal nach Osten verlängert wurde. Die Planungen des Westabschnitts (vom Mittellandkanal bis zur Weser) wurden endgültig 1950, die des Ostabschnitts (von der Weser zur Elbe) 1955 eingestellt. 
Große Teile der geplanten Trasse sind inzwischen überbaut worden.

## Wiederaufnahme der Diskussion
In den 1990er Jahren wurden die alten Pläne, einen Hansakanal zu errichten, wieder aufgegriffen. Die parallel verlaufende Autobahn Hansalinie soll demzufolge durch den Kanalbau vom ausufernden Schwerlastverkehr entlastet werden.